# Sibela
Sibela (Indonezijski: Gunung Sibela) ili Buku Sibela je planina na otoku Bacan, na Molučkim otocima, u Indoneziji. Poznata je kao jedna od najviših točaka u otočju, s visinom od 2118 m.n.m.

## Okoliš
Planina Sibela dio je tropskog krajolika bogatog biološkom raznolikošću, uključujući endemsku floru i faunu Molučkih otoka. Ovo područje ima gustu tropsku kišnu šumu i potencijal za znanstvena istraživanja i očuvanje. Neke prijetnje ekološkoj održivosti ove planine uključuju krčenje šuma i istraživanje zemljišta.